# W62SA
W62SA（ダブリュ 62エスエイ）は、鳥取三洋電機（現・三洋テクノソリューションズ鳥取）が開発した、KDDIおよび沖縄セルラー電話のauブランドのCDMA 1X WINの携帯電話である。

## 特徴
W53SAの後継に当たる防水対応の機種。メインディスプレイは2.8インチ液晶でありワンセグに対応している。2軸折りたたみとなり鳥取三洋電機としてはこの機種が最初にして最後のテンキー部分にシートキーが用いられた。またFMトランスミッターも搭載されている。ただし前モデルのW53SAと異なりEZ FeliCaには対応していない。なお、待ち受け用画面として「ぐれ犬」がプリセットされている。
なお、鳥取三洋電機製の携帯電話事業は京セラに移管されなかった為、同社の携帯電話事業はこの機種の発売をもって事業終息となった。
よって、この機種が同社製最後のモデルとなった。

## 沿革
- 2008年（平成20年）1月28日 KDDIおよび三洋電機（大阪）、鳥取三洋電機より公式発表。
- 2008年2月21日 沖縄地区にて発売。
- 2008年2月22日 四国地区にて発売。
- 2008年2月23日 北海道・東北・北陸・中部・関西・中国地区にて発売。
- 2008年3月1日 関東地区にて発売。
- 2008年8月　販売終了。
- 2012年（平成24年）7月22日  L800MHz帯（旧800MHz帯・CDMA Bandclass 3）エリアによるサービスの停波。以降はN800MHz帯（新800MHz帯・CDMA Bandcass 0 Subband 2）エリア、および2GHz帯（CDMA Bandclass 6）エリアの各サービスで利用する事となる。

## 対応サービス
- au Smart Sports Run&Walk
- LISMO MUSIC（ビデオクリップ対応）
- EZナビウォーク（声de入力・3D対応）
- EZ助手席ナビ
- 安心ナビ
- 災害時ナビ
- 緊急通報位置通知
- EZチャンネルプラス
- 赤外線通信
- EZケータイアレンジ
- PCサイトビューアー
- EZアプリ(BREW)（オープンアプリプレイヤー対応）
- プリセットアプリとしてケータイコミック「ハチミツとクローバー（ワイド版）」とバンダイナムコゲームスの「おためしばん ことばのパズル もじぴったん」がそれぞれプリセットされている。
- デコレーションメール
- ラッピングメール
- 緊急地震速報
- SD-Audio (AAC)
- ハンズフリー機能
- すすっとスキャン
- ぱぱっとパノラマ
- ヒーリングイルミネーション
- とじるとロック
- うごモジメール
- パシャ文字メモ／パシャ文字カード